# Благодатный (Татарстан)
 Благодатный — поселок в Азнакаевском районе Татарстана. Входит в состав Микулинского сельского поселения.

## География
Находится в юго-восточной части Татарстана на расстоянии приблизительно 17 км на запад-юго-запад по прямой от районного центра города Азнакаево на у южной окраины поселка Актюбинский.

## История
Основан в 1920 году.

## Население
Постоянных жителей было: в 1926—183, в 1938—267, в 1949—239, в 1958—222, в 1970—183, в 1979—175, в 1989—111 (русские 55 %, украинцы 24 %), в 2002 году 259 (русские 29 %, татары 61 %), в 2010 году 225.